# Пятнистолепестник аметистовый
Пятнистолепестник аметистовый (лат. Graptopetalum amethystinum) – вид суккулентных растений рода Граптопеталум, семейства Толстянковые.

## Описание

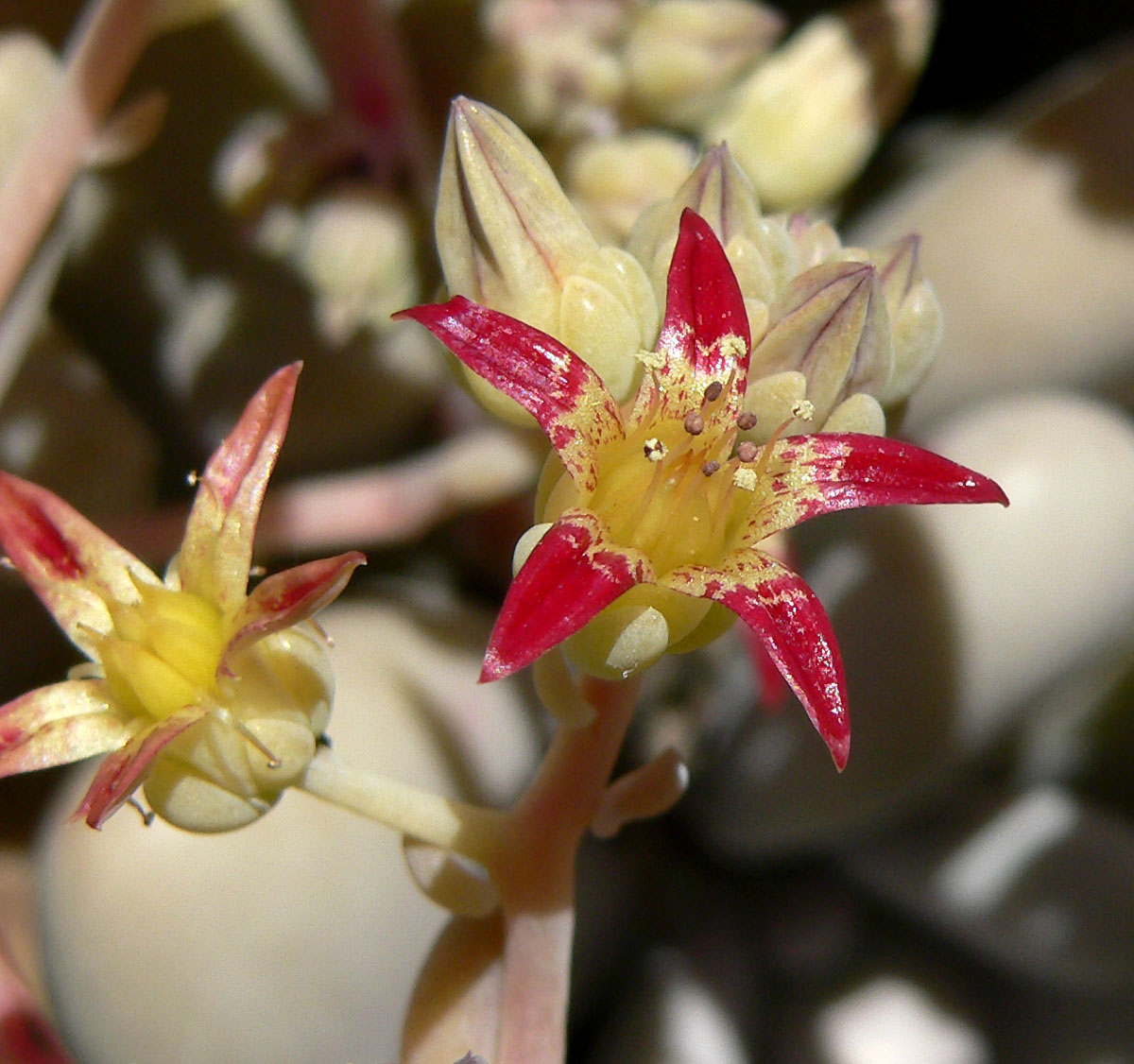
Соцветие

Небольшой суккулент с прямостоячим стеблем, с мясистыми и округлыми листьями, цвет которых меняется от розового до зеленого, покрытых легкой пудрой. Очень популярен среди любителей суккулентов за свой особый цвет и форму. Весной появляются красно-желтые звездчатые цветы.

## Распространение
Родным ареалом этого вида является Мексика (штаты: Дуранго, Синалоа, Халиско, Сакатекас). Этот суккулентный полукустарник произрастает в основном в засушливых биомах.

## Таксономия
Graptopetalum amethystinum (Rose) E.Walther, Cact. Succ. J. (Los Angeles) 3: 12 (1931).

#### Этимология
Graptopetalum: от др.-греч. γραπτός (graptos) — пятнистый и πέταλον (petalon) — лепесток.
amethystinum: латинский эпитет, означающий «аметистовый цвет».

#### Синонимы
Гомотипные (основанные на одном и том же номенклатурном типе):
- Pachyphytum amethystinum Rose (1905)

Гетеротипные (основанные на разных номенклатурных типах):
- Echeveria amethystina Poelln. (1936)

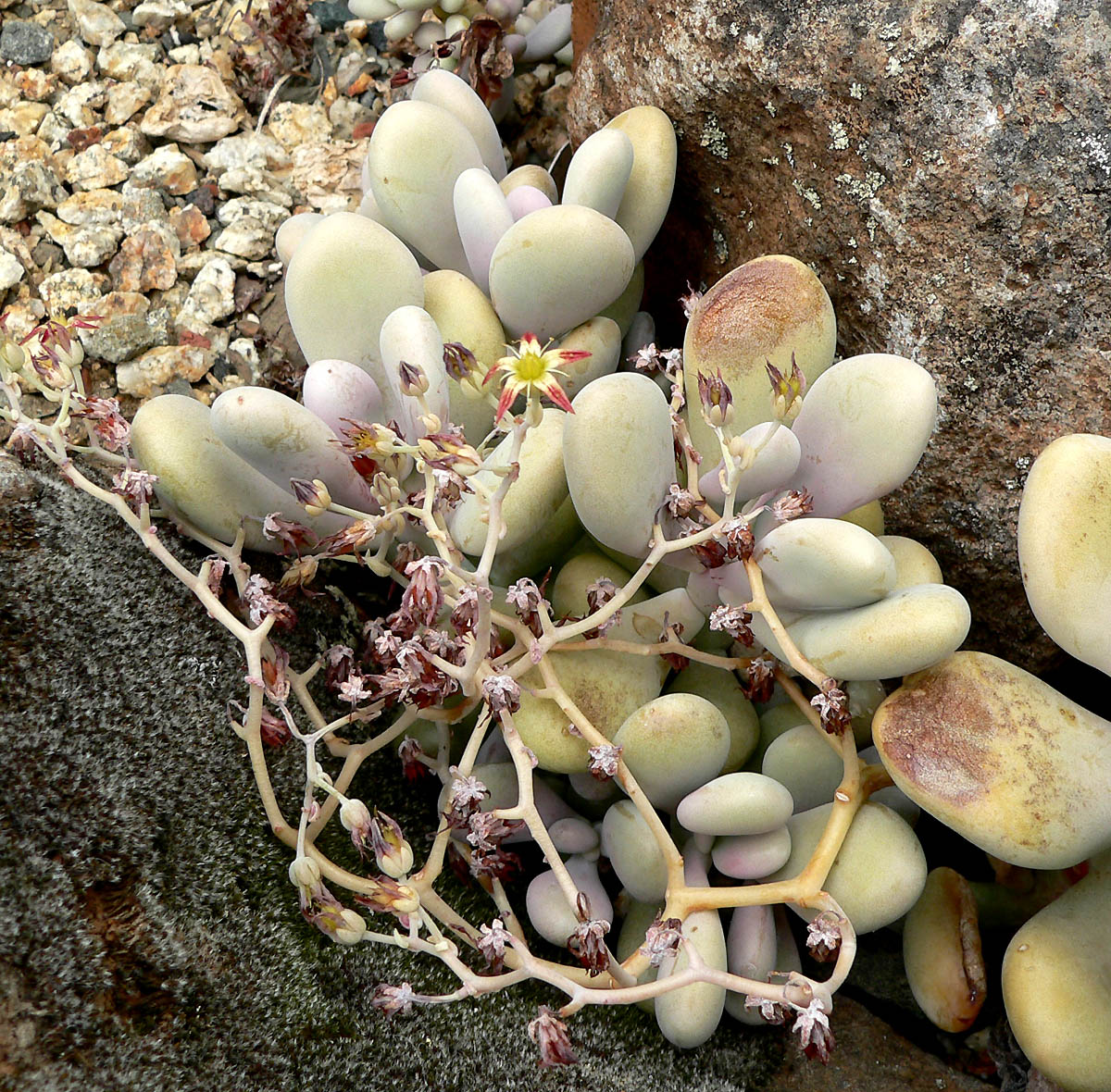
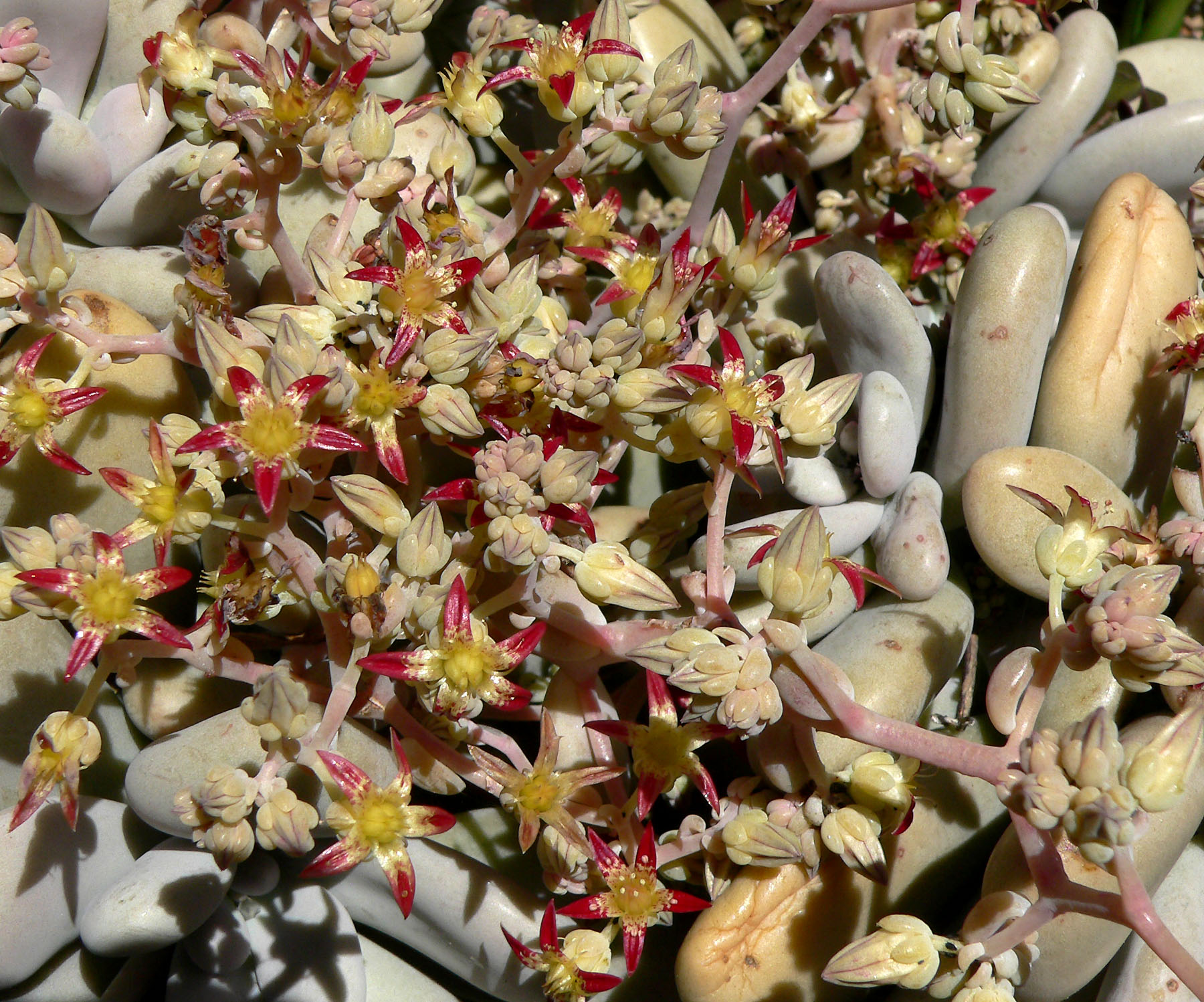